# Dyana Gaye
Dyana Gaye, född 1975 i Paris, är en fransk filmskapare.
Dyana Gaye är bosatt i Paris men filmar merparten av sina filmer i Senegal, där hon även har sitt ursprung. Hon har en masterexamen i filmstudier från Université Paris-VIII. Hon har under flera år arbetat vid Agency for the Independent Film Distribution (ACID).
Gaye debuyerade som regissör och manusförfattare 2001 med kortfilmen Une femme pour Souleymane och 2005 långfilmsdebuterade hon med Paris la métisse. 2008 nominerades hon till en César i kategorin Bästa kortfilm för Ousmane (2006) och 2011 nominerades hon återigen i samma kategori för kortfilmen Un transport en commun (2009). 2013 kom långfilmen Under the Starry Sky (Des étoiles) som bland annat vann Cinemafricas filmpris.

## Filmografi
- 2001 – Une femme pour Souleymane (kortfilm) (regi och manus)
- 2005 – Paris la métisse (regi)
- 2006 – Ousmane (kortfilm) (regi)
- 2009 – Un transport en commun (regi och manus)
- 2001 – Africa First: Volume One (regi och manus)
- 2013 – Under the Starry Sky (regi och manus)
- 2014 – Un conte de la Goutte d'Or (kortfilm)